# Grimmaischer Steinweg
Der Grimmaische Steinweg ist eine Hauptverkehrsstraße in Leipzig und eine der wichtigsten Anbindungen an den Innenstadtring.

## Verlauf
Der Grimmaische Steinweg verläuft in Ost-West-Richtung und verbindet den Johannisplatz mit dem Augustusplatz. Seinen östlichen Sichtachsenabschluss bildet das Grassimuseum, den westlichen das neue Paulinum am Augustusplatz.
Die Länge der Straße beträgt 222 Meter. Sie ist in beiden Fahrtrichtungen zwei- bzw. dreispurig ausgebaut und hat ein separates Gleisbett der Leipziger Straßenbahn. Durch den Grimmaischen Steinweg verkehren die Linien 4, 7, 12 und 15. Auf beiden Seiten befindet sich ein gemeinsamer Geh- und Radweg.
Der Grimmaische Steinweg bildet die Grenze zwischen den Ortsteilen Zentrum-Ost und Zentrum-Südost.

## Geschichte

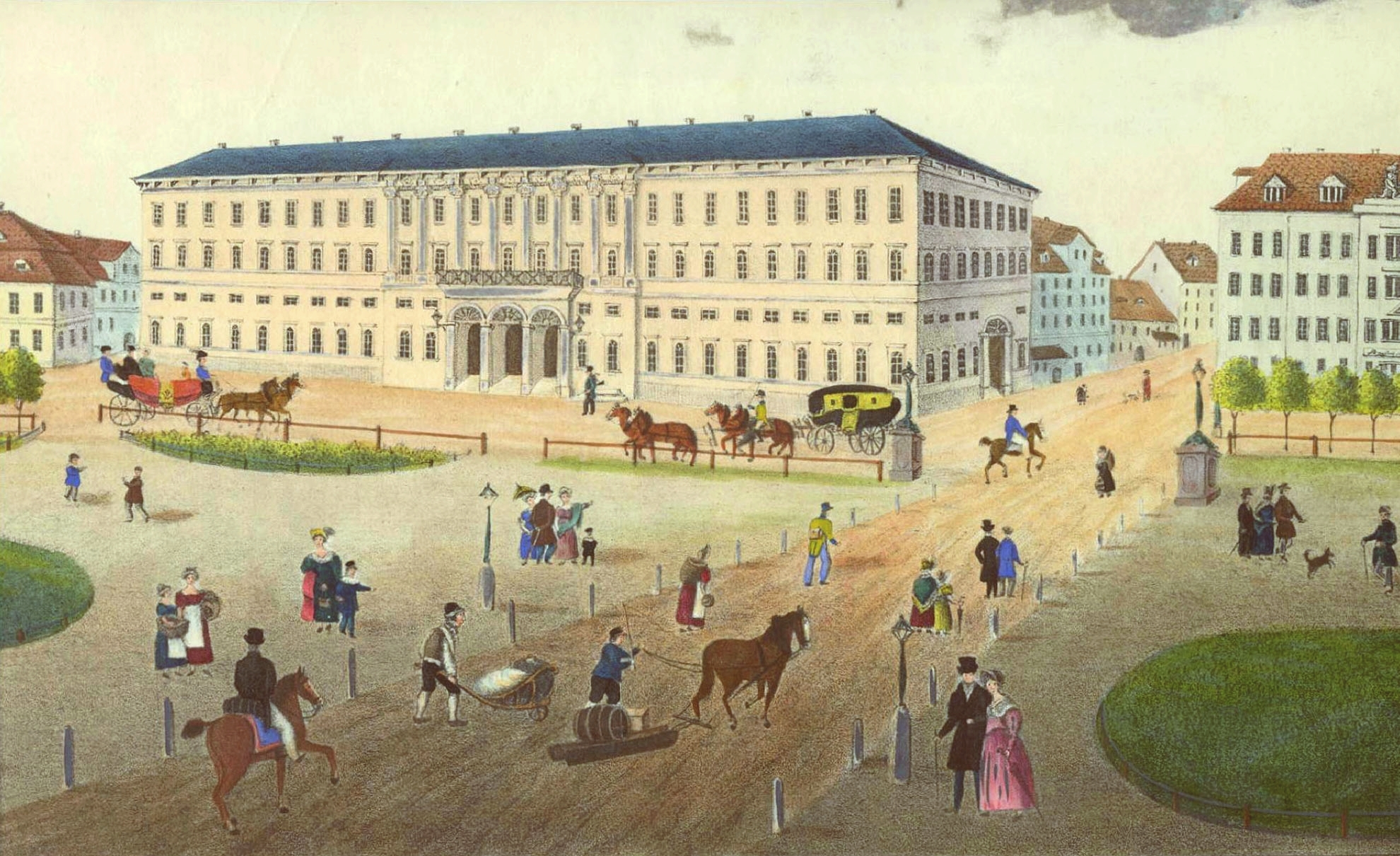
Übergang vom Augustusplatz zum Grimmaischen Steinweg um 1840 – an den Ecken das Postgebäude (links) und das Geschäftshaus Teubner (rechts)

Der Grimmaische Steinweg folgt dem historischen Verlauf der Via Regia, einer alten West-Ost-Handelsstraße, die in Leipzig die Via Imperii kreuzte. Vom Markt ausgehend verläuft das innerstädtische Teilstück der Altstraße bis heute als Grimmaische Straße bis an die Stelle der früheren Stadtmauer. Deren Fortsetzung jenseits der Stadtbefestigung bildete der Grimmaische Steinweg. Am östlichen der vier Leipziger Stadttore, dem Grimmaischen Tor, verließ die Via Regia die Stadt in östlicher Richtung. Im Spätmittelalter war der Weg zwischen Grimmaischem Tor und Weichbildgrenze mit Steinpflaster befestigt worden, was zu dem Namen Grimmaischer Steinweg führte. Anfangs gab es in Leipzig nur vier solche steingepflasterte Ausfallstraßen. Außer dem Grimmaischen Steinweg gab es den Peterssteinweg, den Ranstädter Steinweg und den Hallischen Steinweg.

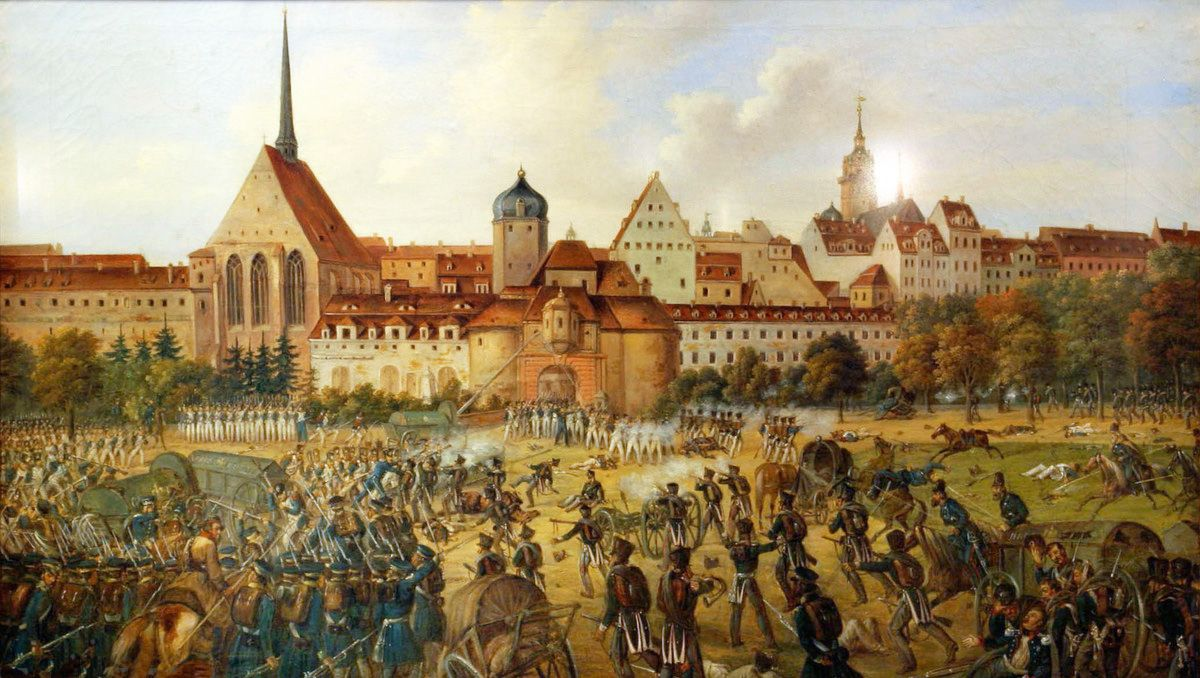
Kampf vor dem Grimmaischen Tor am 19. Oktober 1813, Ölgemälde von Ernst Wilhelm Straßberger (vor 1866)

Mit der Erweiterung der Stadt wurde der Grimmaische Steinweg auch bebaut und gehörte so zur Grimmaischen Vorstadt. Diese Vorstädte wurden bei kriegerischen Handlungen oft stark in Mitleidenschaft gezogen oder zur Gewährung von Schussfreiheit sogar vom eigenen Militär niedergebrannt. Das geschah mit der Bebauung des Grimmaischen Steinwegs 1546 im Schmalkaldischen Krieg auf Befehl von Herzog Moritz von Sachsen. Schwere Schäden gab es auch im Dreißigjährigen Krieg bei fünfmaliger Belagerung der Stadt. Während der Leipziger Völkerschlacht kam es am 18./19. Oktober 1813 entlang des Grimmaischen Steinwegs zu schweren Verwüstungen. Die heftigsten Kämpfe entbrannten um die Kontrolle der beiden Stadttore, die am Anfang (Grimmaisches Tor) und am Ende des Weges („Kohlgärtnertor“) lagen.
Ab dem 18. Jahrhundert entstand eine weitgehend städtische Bebauung mit Gewerbe und Handel in der Erdgeschosszone und darüberliegenden Etagen. Bemerkenswerte Bauten waren auf der Nordseite das Gasthaus „Goldenes Einhorn“ mit Ausspanne im Hof und das 1836 bis 1838 an der Ecke zum Augustusplatz von Albert Geutebrück (1801–1868) errichtete Postgebäude. Zuvor befand sich an dieser Stelle bis 1835 der Gasthof „Zum weißen Schwan“. Dieser und einige kleinere Häuser wurden bei der Errichtung des 87 Meter langen klassizistischen Gebäudes der Leipziger Oberpostdirektion abgerissen, dessen Hauptfront zum Augustusplatz ausgerichtet war. Sein rechter (südlicher) Seitenflügel erstreckte sich entlang des Grimmaischen Steinwegs. Das Bauwerk wurde in den Jahren 1881–1884 im Stil des Historismus (Neorenaissance) umgebaut (→ Hauptpost).
Auf der Südseite des Grimmaischen Steinwegs entstand 1853 ein Neubau der Entbindungsstation und Hebammenschule des Trierschen Instituts; der Architekt war ebenfalls Albert Geutebrück.  1852 führte B. G. Teubner sein einstöckiges Wohnhaus am Grimmaischen Steinweg zu derselben Höhe wie sein angrenzendes Firmengebäude am Augustusplatz, mit dem es nun einen einheitlichen Block über mehrere Stockwerke bildete.
Der Grimmaische Steinweg war zwischen 1839 und 1863 Teil der Dresdner Straße, wurde jedoch wieder zurückbenannt. 1872 fuhr die Leipziger Pferdebahn erstmals durch den Grimmaischen Steinweg und 1896 die erste elektrische Straßenbahn.
Im Zweiten Weltkrieg wurde die Bebauung des Grimmaischen Steinwegs nahezu vollständig zerstört. Das am 4. Dezember 1943 ausgebrannte Gebäude des Postscheckamts an der Nordseite der Straße, nach dem Krieg als Fernmeldeamt wiederaufgebaut, existierte noch bis zu seinem Abriss 2015 im Zuge der Rekonstruktion der Hauptpost. An das damalige Fernmeldeamt angrenzend errichtete 1961 bis 1964 die Post den Neubau der Hauptpost. Dieser stand seit 2011 leer und befand sich seit 2016 in Rekonstruktion. Heute (2021) beherbergt das Gebäude das Motel One Post. Nach der Wende (1989/90) errichtete die Telekom an der Ecke zur Querstraße ihr Leipziger Hauptgebäude. Die traditionsreiche Papierhandlung Flinsch existierte nach dem Krieg noch einige Jahre in einem zum Flachbau reduzierten Haus. Die von Ruinen befreite Südseite wurde zur Verbreiterung der Straße genutzt. An der Ecke zum Augustusplatz entstand Anfang der 1960er Jahre das damals so bezeichnete Hotel „Deutschland“, das schon bald darauf in „Interhotel Am Ring“ umbenannt wurde und ein Teil der Interhotel-Kette in der DDR war. Ein dazugehöriger Flachbau erstreckte sich entlang des Grimmaischen Steinwegs und wurde im Zuge des Umbaus des Hauses zum heutigen „Radisson Blu Hotel“ (früher Hotel „Mercure“) abgerissen. Etwa auf halber Länge der südlichen Straßenseite liegt nach hinten zur Johannisgasse versetzt das Hauptgebäude der Kommunalen Wasserwerke Leipzig (KWL).

Ansichten und Bauten am Grimmaischen Steinweg
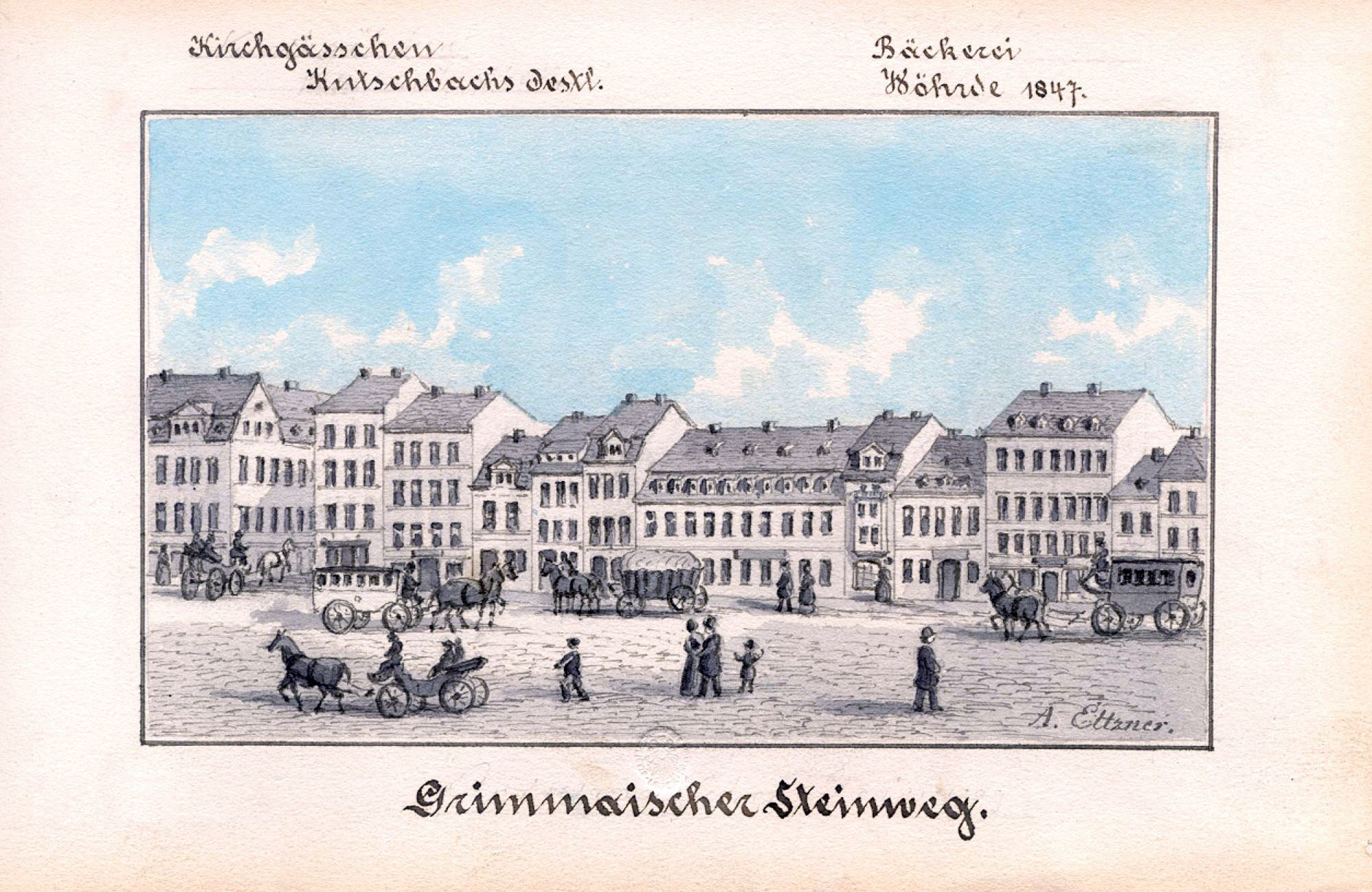
Südöstliche Straßenseite: Am Kirchgäßchen (heute Nürnberger Straße), 1847
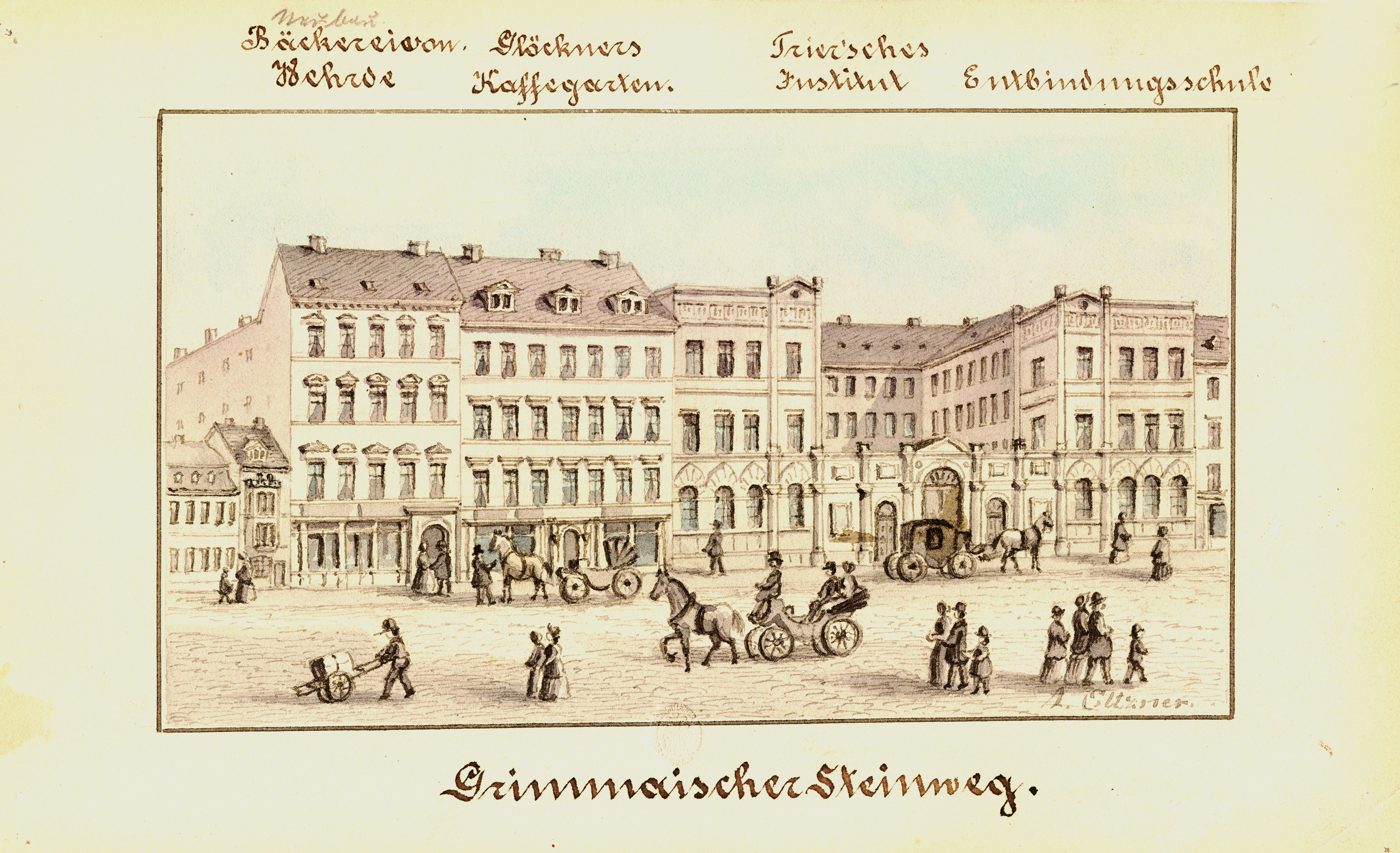
Südliche Straßenseite: Triersches Institut, um 1860
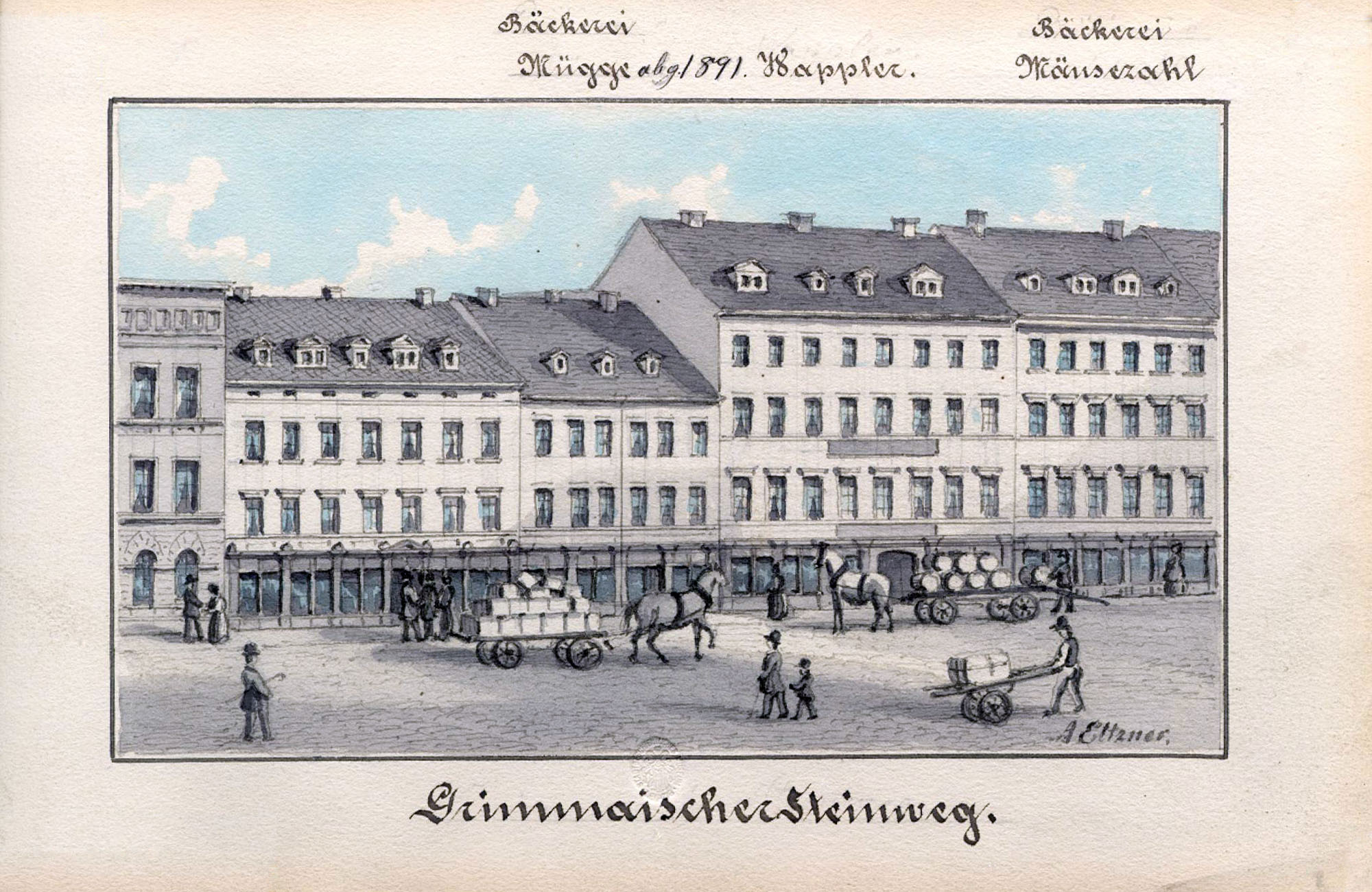
Südwestliche Straßenseite: Zwischen Trierschem Institut und Augustusplatz, um 1890
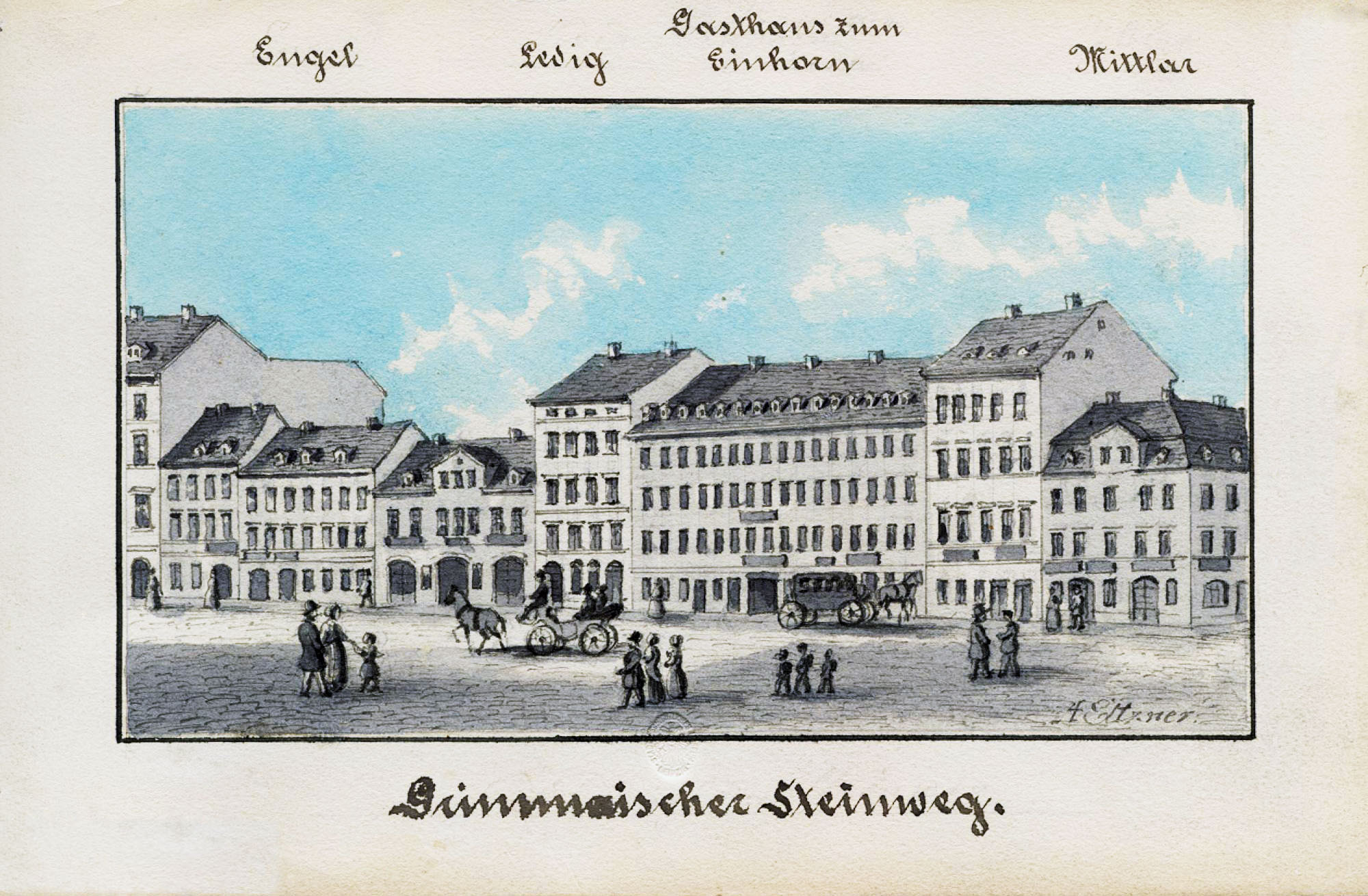
Nördliche Straßenseite: Rechts das Eckhaus Querstraße 1, um 1860
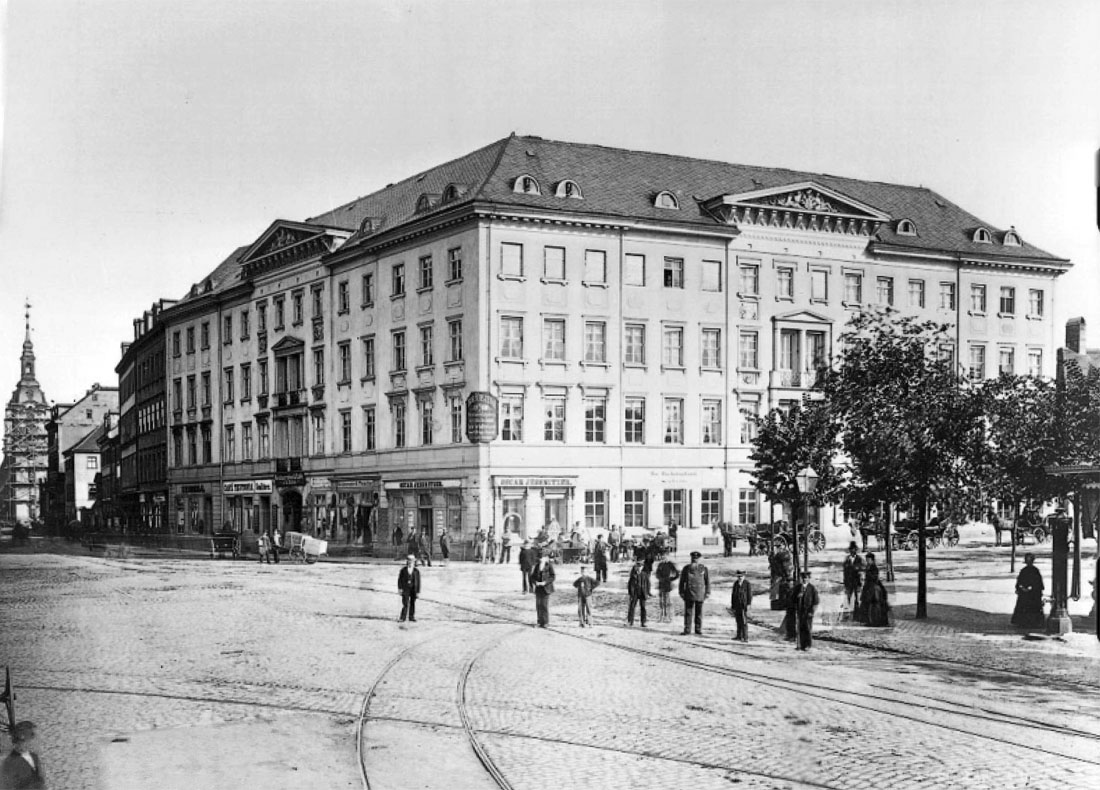
Der westliche Beginn des Grimmaischen Steinwegs mit dem Teubnerschen Haus, um 1880
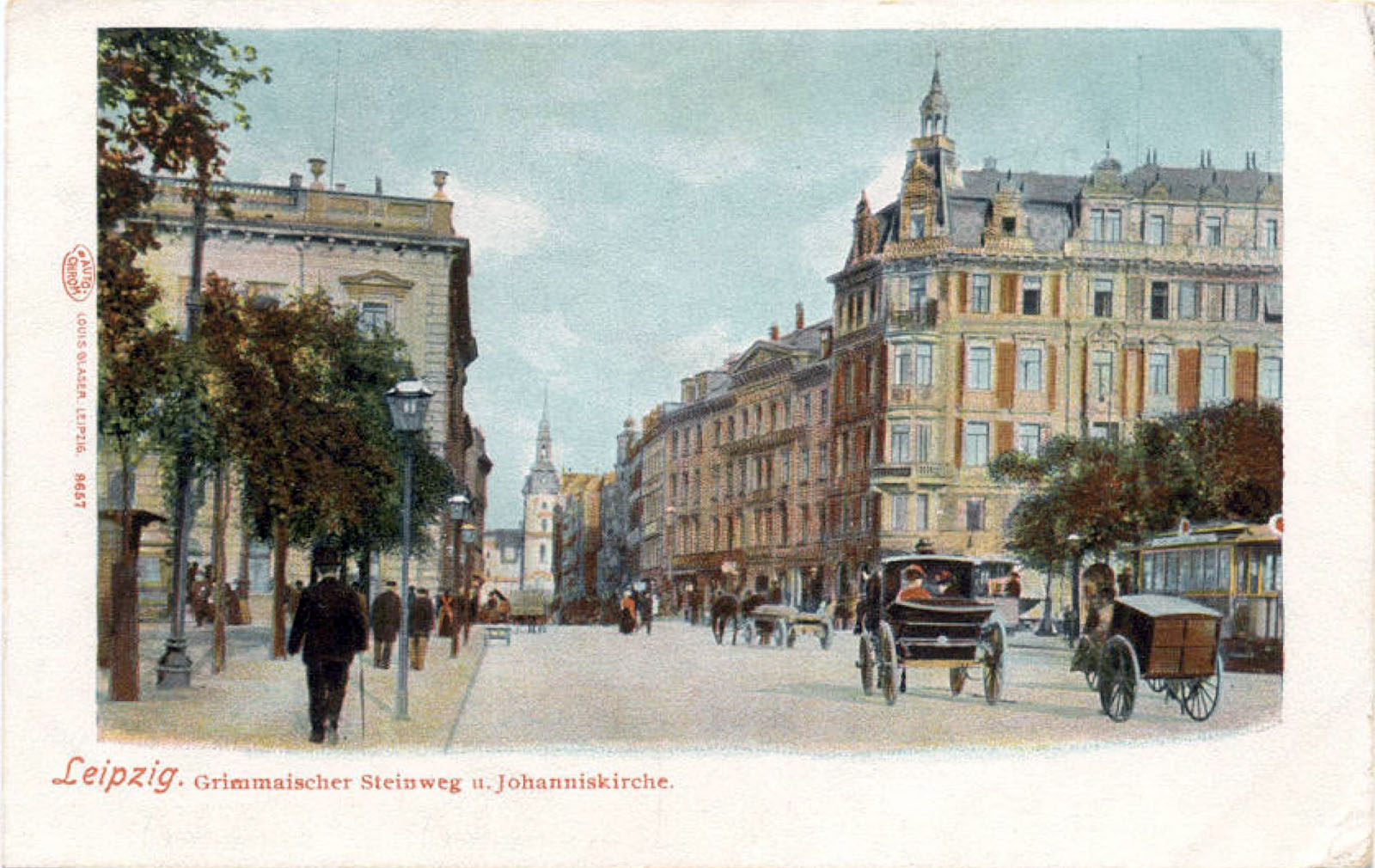
Grimmaischer Steinweg vom Augustusplatz aus in Richtung Johanniskirche, links die Hauptpost, um 1900
Blick vom Turm der Johanniskirche in den Grimmaischen Steinweg, um 1900
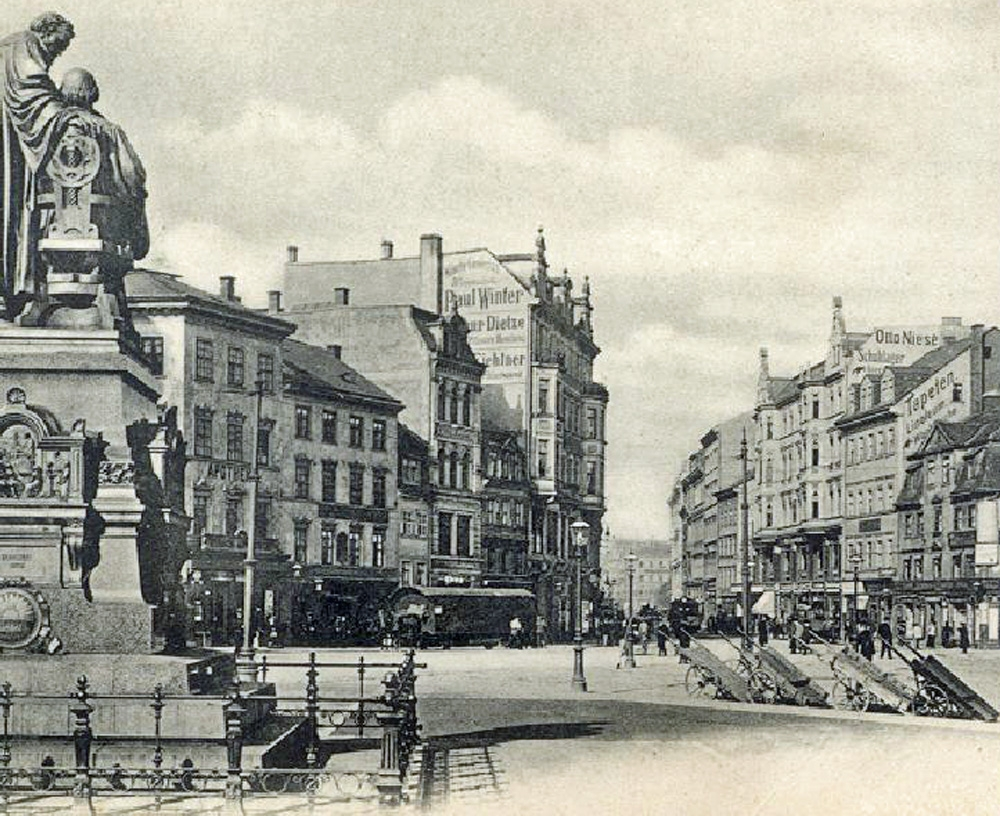
Der gleiche Blick am Boden, links das Reformationsdenkmal, um 1900
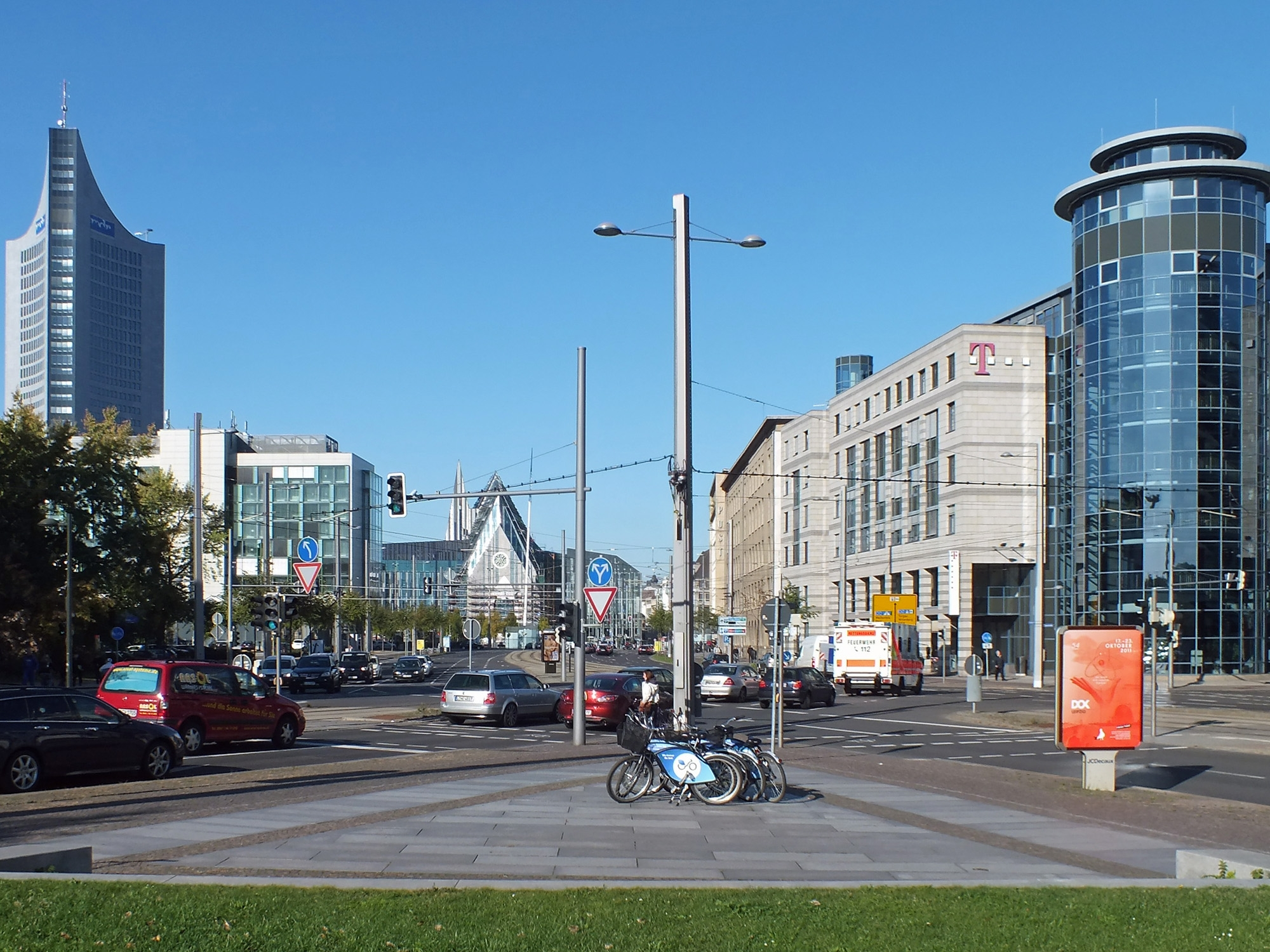
Vom gleichen Standpunkt aus 2011
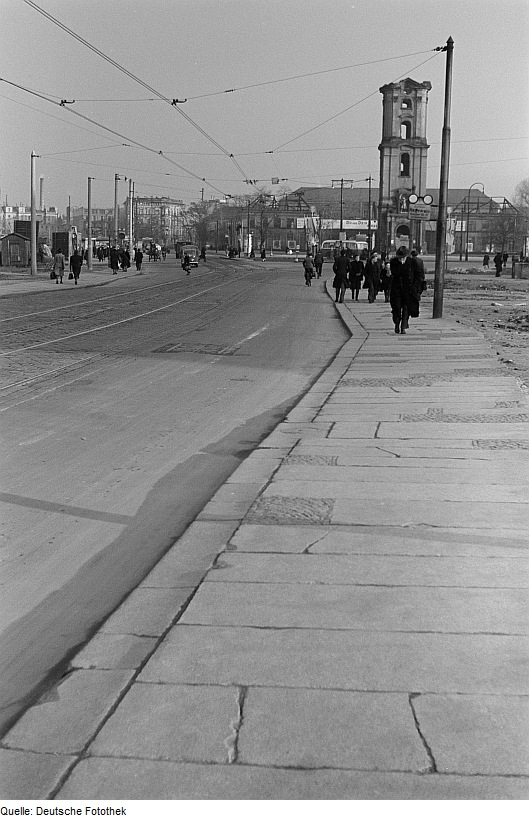
Der seiner Bebauung beraubte Grimmaische Steinweg mit der Johanniskirchen-Turmruine, 1951